# Fritz Koch (arkitekt)

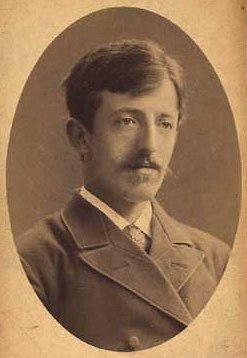
Fritz Koch.

Fritz Anton Peter Koch, född 16 december 1857 på Rønnovsholm i Vendsyssel, död 2 september 1905, var en dansk arkitekt. 
Koch gick i snickarlära och genomgick den tekniske skolan i Odense, varifrån han dimitterades till Kunstakademiets Arkitektskole i Köpenhamn, där han studerade 1877–1882, varefter han utexaminerades som arkitekt. Efter en utlandsresa 1884–1886 tävlade han några gånger vid Kunstakademiet och vann 1890 den mindre guldmedaljen för Et Domhus, och erhöll samma år ett reseunderstöd från Kunstakademiet på 1 000 kronor. Förutom en del privata byggnader ritade han bland annat Köpenhamns telefonkiosker, Kommuneskolen vid Østre Gasværk, Telefoncentralen på Nørregade och Langelinies paviljong. Av privata byggnader kan nämnas Jørgen Jensens magasin i Larsbjørnstræde, ingenjör Foss villa i Valby samt bostadshuset på Lundsgade 4. Tillsammans med arkitekt Gotfred Tvede ritade han Maskinfabrikanternes Hus på Nørrevold, och han utförde små skisser till Det Kongelige octroierede almindelige Brandassurance-Compagnis byggnad på Højbroplads. Det sistnämnda arbetet fullföljdes av arkitekt Tvede.